# تاریخ سیستان از آمدن تازیان تا برآمدن دولت صفاریان
تاریخ سیستان از آمدن تازیان تا برآمدن دولت صفاریان
این کتاب، تالیف کلیفورد ادموند باسورث مورخ و خاور شناس انگلیسی است که توسط حسن انوشه به زبان فارسی برگردانده شده است. در این اثر جغرافیای تاریخی و سیاسی سیستان از پیش از اسلام تا یورش اعراب و برآمدن دولت صفاریان مورد بررسی و بحث قرار گرفته است.